# Ursus americanus perniger
El oso negro de Kenai (Ursus americanus perniger) es una subespecie de oso negro americano (Ursus americanus) que habita en la península de Kenai, Alaska. Su tamaño es mediano, es un poco más pequeño que los que se encuentran en el continente a través de Prince William Sound. Viven alrededor de 20 a 25 años en estado salvaje.

## Distribución
Se encuentran solo en la península de Kenai, que se extiende desde la costa sur de Alaska, EE. UU., por aproximadamente 240 km. Separado del continente por la ensenada de Cook al oeste y Prince William Sound al este.

## Hábitat
La península contiene grandes extensiones de bosque boreal del norte, compuesto predominantemente de abetos, abedules, álamos y álamos blancos y negros. Los osos se encuentran desde el nivel del mar hasta las montañas Kenai (2.139 metros) que están muy glaciares. La costa noroeste a lo largo de Cook Inlet es plana, pantanosa y está salpicada de numerosos lagos pequeños. Varios lagos más grandes se extienden por el interior de la península y los ríos incluyen el río Kenai, famoso por su población de salmones.

## Alimentación
Si bien los osos negros son omnívoros, la mayor parte de su dieta se compone de plantas, nueces y bayas, junto con hormigas y otros insectos. Además, los osos negros de Kenai son expertos en la caza de terneros de alce recién nacidos, toman fácilmente carroña cuando está disponible y se alimentan de salmón durante el período de desove a fines del verano. Hasta entonces, los osos pasan gran parte de su tiempo por encima de la línea de árboles.

## Comportamiento
Las hembras alcanzan la madurez sexual alrededor de los tres o cuatro años y los machos un año más tarde. El apareamiento tiene lugar durante junio y julio. Las hembras dan a luz en la madriguera de invierno, generalmente un par de cachorros, aunque se han informado camadas más grandes y camadas de cachorros individuales. Normalmente, los cachorros son destetados entre los seis y los ocho meses, pero permanecen con su madre durante unos diecisiete meses, tiempo durante el cual no vuelve a quedar embarazada.

## Conservación
Probablemente existan 3000 individuos. La subespecie aparentemente segura (Estado T4) (Última revisión de su estado global: 18/11/1996).

## Amenazas
Las principales amenazas son: pérdida de hábitat como resultado de la destrucción de bosques primarios y el desarrollo, caza furtiva (el cual número de muertos por la caza está aumentando) y tráfico ilegal de partes de oso para uso médico.